# Elmer Ewert
Elmer Ewert (* 19. September 1934 in St. Catharines, Ontario) ist ein kanadischer Bogenschütze.
Ewert nahm an den Olympischen Spielen 1972 in München teil und beendete den Wettkampf im Bogenschießen auf Rang 25.
Bei Seniorenwettkämpfen ist Ewert, der 1967 kanadischer Meister war, bis heute erfolgreich.